# Roggenbach (Pielach)
Der Roggenbach ist linker Zufluss zur Pielach nördlich von Schollach in Niederösterreich.
Der Roggenbach entspringt in einem verzweigten System von Quellbächen, die die Ostflanke des Hiesberges (558 m ü. A.) entwässern und sich bei Steinparz sammeln. Der Abfluss erfolgt über Sooß und Groß-Schollach, bis nördlich von Merkendorf der aus Anzendorf kommende Schallabach einmündet. Der Roggenbach fließt danach östlich von Roggendorf zur Pielach hin, in die er von links einmündet.
Sein Einzugsgebiet umfasst 19,5 km² in teilweise offener Landschaft.